# Équipe de Tunisie de volley-ball en 2006
Qualifiée au Mondial du Japon, l'équipe de Tunisie de volley-ball entame sa préparation par un tournoi amical remporté par le Venezuela qui est également qualifiée pour le championnat du monde. Elle dispute aussi une série de cinq matchs amicaux fac à l'Australie avant de mettre le cap sur l'Amérique du Nord où elle finit deuxième à la coupe internationale d'Anton Furlani. Les coéquipiers de Ghazi Guidara disputent après une série de matchs amicaux face à l'Argentine à Santa Cruz. L'équipe achève sa préparation en novembre par deux stages en Italie et en Corée du Sud. Au Japon, l'équipe commence le championnat du monde victorieusement face à la Corée du Sud, puis elle s'incline contre la Russie et la Serbie-et-Monténégro sur un score net. Face au Canada, l'équipe se contente d'un seul point gagné mais le lendemain elle assure le plus important en battant le Kazakhstan. La Tunisie devient ainsi la première équipe africaine à se qualifier pour le second tour du championnat du monde. Après trois jours de repos, les tunisiens démarrent le deuxième tour par une défaite contre la Pologne, puis ils trébuchent face au Japon en dépit de leur avance par deux sets. L'histoire se répète au match suivant contre l'Argentine que la Tunisie a battu quatre fois en préparation. Pour son dernier match de la compétition, l'équipe bat le Porto Rico malgré un premier set perdu sur un score record 38-40. À l'issue de cette participation, la Fédération internationale de volley-ball décide d'augmenter le nombre des places africaines en phase finale du championnat du monde de 2 à 3 à partir de l'édition de 2010.

## Les matchs des Seniors
| Date                                         | Lieu                                                  | Adversaire            | Score                               | Durée  | Compétition | Meilleur marqueur               | Référence   |
| 22 juin 2006                                 | Salle Ben Ammar La Goulette                           | Venezuela             | 3-1 (25-19 25-21 30-32 25-23)       | -      | A           | -                               | saur.       |
| 24 juin 2006                                 | Salle Ben Ammar La Goulette                           | Venezuela             | 2-3                                 | -      | A           | -                               | magh.       |
| 11 août 2006                                 | Tunis                                                 | Australie             | 1-3 (25-15 16-25 20-25 21-25)       | -      | A           | -                               | FIVB AVF    |
| 12 août 2006                                 | Tunis                                                 | Australie             | 3-0 (25-23 25-17 26-24)             | -      | A           | -                               | FIVB AVF    |
| 14 août 2006                                 | Tunis                                                 | Australie             | 3-1 (17-25 25-16 25-23 25-18)       | -      | A           | -                               | FIVB AVF    |
| 15 août 2006                                 | Tunis                                                 | Australie             | 3-1 (17-25 27-25 28-26 25-20)       | -      | A           | -                               | FIVB AVF    |
| 17 août 2006                                 | Tunis                                                 | Australie             | 0-3 (24-26 22-25 21-25)             | -      | A           | -                               | FIVB AVF    |
| 6 septembre 2006                             | Centre Canadian Tire Ottawa                           | Argentine             | 3-1 (19-25 25-22 30-28 31-29)       | -      | AFICPT      | Hichem Kaâbi (18)               | FEVA        |
| 7 septembre 2006                             | Centre Canadian Tire Ottawa                           | Canada                | 3-2 (23-25 13-25 25-21 26-24 16-14) | -      | AFICPT      | Hosni Karamosly (28)            | pari.       |
| 8 septembre 2006                             | Centre Canadian Tire Ottawa                           | Canada B              | 3-0 (25-23 25-20 25-18)             | -      | AFICPT      | -                               | pari. phot. |
| 9 septembre 2006                             | Centre Canadian Tire Ottawa                           | Canada                | 3-1 (18-25 25-21 16-25 22-25)       | -      | AFICF       | -                               | FEVA        |
| 18 septembre 2006                            | Complexe Sportif Municipal Ing. Knudsen Caleta Olivia | Argentine             | 2-3 (18-25 25-23 26-24 21-25 07-15) | -      | A           | -                               | FEVA        |
| 19 septembre 2006                            | Gimnasio del Colegio Nº3 Las Heras                    | Argentine             | 3-2 (16-25 13-25 25-20 25-23 20-18) | -      | A           | -                               | FEVA        |
| 20 septembre 2006                            | Gimnasio Municipal Miguel Juanola Puerto Deseado      | Argentine             | 3-1 (25-21 25-21 19-25 25-23)       | -      | A           | Hichem Kaâbi (21)               | FEVA        |
| 21 septembre 2006                            | Polideportivo Atlético Boeing Club Río Gallegos       | Argentine             | 3-1 (25-22 12-25 25-20 25-17)       | -      | A           | Khaled Belaid (11)              | FEVA        |
| 2 novembre 2006                              | Italie                                                | Pallavolo Padoue      | 3-1 (22-25 25-18 25-22 25-15)       | -      | A           | -                               |             |
| 3 novembre 2006                              | Italie                                                | Pallavolo Montichiari | 0-3 (22-25 15-25 18-25)             | -      | A           | -                               |             |
| 3 novembre 2006                              | Italie                                                | Fiorese Spa Bassano   | 2-3 (19-25 25-23 17-25 25-23 11-15) | -      | A           | -                               | lega.       |
| Stage en Corée du Sud, (du 6 au 15 novembre) |                                                       |                       |                                     |        |             |                                 |             |
| 17 novembre 2006                             | Sendai-city Gymnasium Sendai                          | Corée du Sud          | 3-2 (25-22 24-26 17-25 28-26 15-13) | 2 h 8  | CHMPT       | Hichem Kaâbi (23)               | FIVB        |
| 18 novembre 2006                             | Sendai-city Gymnasium Sendai                          | Russie                | 0-3 (15-25 27-29 20-25)             | 1 h 15 | CHMPT       | Hichem Kaâbi (12)               | FIVB        |
| 19 novembre 2006                             | Sendai-city Gymnasium Sendai                          | Serbie-et-Monténégro  | 0-3 (21-25 12-25 23-25)             | 1 h 14 | CHMPT       | Hichem Kaâbi, Chaker Ghezal (8) | FIVB        |
| 21 novembre 2006                             | Sendai-city Gymnasium Sendai                          | Canada                | 2-3 (15-25 29-27 25-21 21-25 13-15) | 2 h 0  | CHMPT       | Aymen Ben Brik (22)             | FIVB        |
| 22 novembre 2006                             | Sendai-city Gymnasium Sendai                          | Kazakhstan            | 3-0 (25-19 25-23 26-24)             | 1 h 16 | CHMPT       | Hichem Kaâbi (18)               | FIVB        |
| 25 novembre 2006                             | Sendai-city Gymnasium Sendai                          | Pologne               | 0-3 (22-25 18-25 23-25)             | 1 h 16 | CHMDT       | Hichem Kaâbi (16)               | FIVB        |
| 26 novembre 2006                             | Sendai-city Gymnasium Sendai                          | Japon                 | 2-3 (25-23 25-23 22-25 23-25 06-15) | 2 h 15 | CHMDT       | Noureddine Hfaiedh (21)         | FIVB        |
| 28 novembre 2006                             | Sendai-city Gymnasium Sendai                          | Argentine             | 2-3 (20-25 27-25 25-21 21-25 12-15) | 2 h 1  | CHMDT       | Hichem Kaâbi (26)               | FIVB        |
| 29 novembre 2006                             | Sendai-city Gymnasium Sendai                          | Porto Rico            | 3-2 (38-40 28-26 16-25 25-22 15-11) | 2 h 16 | CHMDT       | Aymen Ben Brik (18)             | FIVB        |

A : match amical.
AFIC : Anton Furlani International Cup.
CHM : match du Championnat du monde 2006
PTPremier tour
DTDeuxième tour
FFinale

## Les Sélections

### Sélection pour leChampionnat du monde 2006
| No                                               | Nom                                              | Date de naissance                                | Taille | Poids | Poste                        | Club                         |
| ------------------------------------------------ | ------------------------------------------------ | ------------------------------------------------ | ------ | ----- | ---------------------------- | ---------------------------- |
| 2                                                | Mohamed Trabelsi                                 | 15 septembre 1981                                | 202    | 92    | Central                      | Club sfaxien                 |
| 3                                                | Skander Ben Tara                                 | 22 janvier 1985                                  | 200    | 90    | Central                      | Espérance de Tunis           |
| 5                                                | Samir Sellami                                    | 13 juillet 1977                                  | 194    | 82    | Passeur                      | Club sfaxien                 |
| 6                                                | Aymen Ben Brik                                   | 8 mai 1985                                       | 188    | 68    |                              | Saydia Sports                |
| 7                                                | Chaker Ghezal                                    | 14 janvier 1977                                  | 199    | 90    | Central                      | Saydia Sports                |
| 9                                                | Khaled Belaïd                                    | 30 décembre 1973                                 | 195    | 82    | Réceptionneur-attaquant      | Espérance de Tunis           |
| 10                                               | Walid Ben Abbes                                  | 19 juin 1980                                     | 186    | 76    | Attaquant                    | Étoile du Sahel              |
| 13                                               | Noureddine Hfaiedh                               | 27 août 1973                                     | 200    | 86    | Réceptionneur-attaquant      | Étoile du Sahel              |
| 15                                               | Ghazi Guidara                                    | 18 mai 1974                                      | 186    | 75    | Passeur                      | Espérance de Tunis           |
| 16                                               | Hichem Kaâbi                                     | 13 septembre 1986                                | 194    | 82    | Attaquant                    | Espérance de Tunis           |
| 17                                               | Amine Bessrour                                   | 5 décembre 1978                                  | 181    | 78    | Libero                       | Chaumont Volley-Ball 52      |
| 18                                               | Hosni Karamosly                                  | 1er juin 1980                                    | 197    | 82    | Attaquant                    | Club sfaxien                 |
|                                                  |                                                  |                                                  |        |       |                              |                              |
| Encadrement technique                            | Encadrement technique                            |                                                  |        |       | Légende                      | Légende                      |
| Entraîneur : Antonio Giacobbe                    | Entraîneur : Antonio Giacobbe                    | Entraîneur : Antonio Giacobbe                    |        |       | : Capitaine                  | : Capitaine                  |
| Entraîneur(s) adjoint(s) : Noureddine Ben Younes | Entraîneur(s) adjoint(s) : Noureddine Ben Younes | Entraîneur(s) adjoint(s) : Noureddine Ben Younes |        |       | : Joueur blessé actuellement | : Joueur blessé actuellement |
| Manager général : Mounir Ben Slimane             |                                                  |                                                  |        |       |                              |                              |

## Équipe de Tunisie B
L'équipe de Tunisie B dispute le championnat arabe à Bahreïn. Elle y remporte brillamment la médaille d'or après cinq victoires en six matchs joués.

### Les matchs
| Date             | Lieu   | Adversaire      | Score                               | Durée | Compétition | Meilleur marqueur | Référence |
| 17 novembre 2004 | Manama | Qatar           | 3-2 (25-20 22-25 17-25 27-25 15-11) | -     | CAPT        | -                 |           |
| 18 novembre 2004 | Manama | Koweït          | 3-0 (25-17 25-23 25-19)             | -     | CAPT        | -                 |           |
| 20 novembre 2004 | Manama | Bahreïn         | 1-3 (25-20 22-25 19-25 19-25)       | -     | CAPT        | -                 |           |
| 21 novembre 2004 | Manama | Liban           | 3-1 (23-25 25-09 25-21 25-11)       | -     | CAPT        | -                 |           |
| 22 novembre 2004 | Manama | Algérie         | 3-1 (25-21 26-24 15-25 25-20)       | -     | CADF        | -                 |           |
| 23 novembre 2004 | Manama | Arabie saoudite | 3-1 (33-35 25-22 25-18 25-14)       | -     | CAF         | -                 |           |

CA : match du Championnat arabe 2006
PTPremier tour
DFDemi-finale
FFinale

## Équipe des moins 19 ans

### Les matchs
| Date           | Lieu                         | Adversaire | Score                   | Durée | Compétition | Meilleur marqueur | Référence |
| 6 juillet 2006 | Kazincbarcika                | Hongrie    | 1-3                     | -     | A           | -                 | CVF       |
| 6 juillet 2006 | Kazincbarcika                | Tchéquie   | 2-3                     | -     | A           | -                 | CVF       |
| 7 juillet 2006 | Kazincbarcika                | Autriche   | 2-3                     | -     | A           | -                 | CVF       |
| 8 juillet 2006 | Kazincbarcika                | Slovaquie  | 3-1                     | -     | A           | -                 | CVF       |
| 21 août 2006   | Salle Aïssa-Ben Nasr Kélibia | Égypte     | 3-0 (25-20 25-19 25-18) | -     | CHAN        | -                 |           |
| 22 août 2006   | Salle Aïssa-Ben Nasr Kélibia | Algérie    | 3-0 (25-20 25-14 25-15) | -     | CHAN        | -                 |           |

CHAN : match du Championnat d'Afrique des moins de 19 ans 2006